# Макарово (Вавожский район)
Мака́рово — деревня в Вавожском районе Удмуртии, входит в состав муниципального образования Большеволковское сельское поселение.
В селе действует детский сад, фельдшерско-акушерский пункт и сельский клуб.
Урбанонимы:
- улицы — Заречная, Центральная

## Население
| 2010 | 2012 |
| ---- | ---- |
| 283  | ↘279 |